# Personer i Sverige födda i Uganda
Till personer i Sverige med ursprung i Uganda räknas personer som är folkbokförda i Sverige och som har sitt ursprung i Uganda. Enligt Statistiska centralbyrån fanns det 2017 i Sverige sammanlagt cirka 4 600 personer födda i Uganda.

## Historisk utveckling

### Födda i Uganda
| Personer i Sverige födda i Uganda 1970–2024 | Personer i Sverige födda i Uganda 1970–2024 | Personer i Sverige födda i Uganda 1970–2024 | Personer i Sverige födda i Uganda 1970–2024 | Personer i Sverige födda i Uganda 1970–2024 |
| --- | ------------------------------------------- | ------------------------------------------- | ------------------------------------------- | ------------------------------------------- |
| |                                             |                                             |                                             |                                             |
| År |                                             |                                             | Folkmängd                                   |                                             |
| 1970 | 1970                                        |                                             | 36                                          |                                             |
| 1980 | 1980                                        |                                             | 686                                         |                                             |
| 1990 | 1990                                        |                                             | 1 435                                       |                                             |
| 2000 | 2000                                        |                                             | 2 393                                       |                                             |
| 2001 | 2001                                        |                                             | 2 399                                       |                                             |
| 2002 | 2002                                        |                                             | 2 444                                       |                                             |
| 2003 | 2003                                        |                                             | 2 455                                       |                                             |
| 2004 | 2004                                        |                                             | 2 487                                       |                                             |
| 2005 | 2005                                        |                                             | 2 516                                       |                                             |
| 2006 | 2006                                        |                                             | 2 542                                       |                                             |
| 2007 | 2007                                        |                                             | 2 626                                       |                                             |
| 2008 | 2008                                        |                                             | 2 740                                       |                                             |
| 2009 | 2009                                        |                                             | 2 853                                       |                                             |
| 2010 | 2010                                        |                                             | 3 013                                       |                                             |
| 2011 | 2011                                        |                                             | 3 140                                       |                                             |
| 2012 | 2012                                        |                                             | 3 346                                       |                                             |
| 2013 | 2013                                        |                                             | 3 628                                       |                                             |
| 2014 | 2014                                        |                                             | 3 978                                       |                                             |
| 2015 | 2015                                        |                                             | 4 195                                       |                                             |
| 2016 | 2016                                        |                                             | 4 403                                       |                                             |
| 2017 | 2017                                        |                                             | 4 609                                       |                                             |
| 2018 | 2018                                        |                                             | 4 826                                       |                                             |
| 2019 | 2019                                        |                                             | 5 021                                       |                                             |
| 2020 | 2020                                        |                                             | 5 263                                       |                                             |
| 2021 | 2021                                        |                                             | 5 567                                       |                                             |
| 2022 | 2022                                        |                                             | 5 781                                       |                                             |
| 2023 | 2023                                        |                                             | 6 009                                       |                                             |
| 2024 | 2024                                        |                                             | 6 220                                       |                                             |
| Anm.: Befolkning den 31 december respektive år förutom år 1970 som avser förhållandet den 1 november och år 1980 som avser förhållandet den 15 september. |                                             |                                             |                                             |                                             |